# Isländischer Fußballpokal der Männer 2003
Der isländische Fußballpokal 2003 war die 44. Austragung des isländischen Pokalwettbewerbs der Männer. Pokalsieger wurde ÍA Akranes. Das Team setzte sich am 27. September 2003 im Laugardalsvöllur von Reykjavík gegen FH Hafnarfjörður durch und qualifizierte sich damit für den UEFA-Pokal.
Titelverteidiger Fylkir Reykjavík schied im Achtelfinale gegen KA Akureyri aus.

## Modus
Die Begegnungen wurden in einem Spiel ausgetragen. Bis zur zweiten Runde nahmen Vereine ab der zweiten Liga abwärts und Reserveteams (U 23) teil. Die Mannschaften aus der ersten Liga starteten in der dritten Runde. Bei unentschiedenem Ausgang wurde das Spiel zunächst verlängert und gegebenenfalls durch Elfmeterschießen entschieden.

## Vorrunde
| Datum      |                        | Ergebnis |                |
| ---------- | ---------------------- | -------- | -------------- |
| 18.05.2003 | Boltafélag Norðfjarðar | 2:3      | KE Egilsstaðir |

## 1. Runde
| Datum      |                         | Ergebnis  |                           |
| ---------- | ----------------------- | --------- | ------------------------- |
| 20.05.2003 | HK Kópavogur U 23       | 3:2       | Valur Reykjavík U 23      |
| 20.05.2003 | Reynir Sandgerði        | 2:3 n. V. | FH Hafnarfjörður U 23     |
| 20.05.2003 | UMF Grindavík U 23      | 1:2 n. V. | Fram Reykjavík U 23       |
| 20.05.2003 | Freyr Eyrarbakki        | 0:4       | Breiðablik Kópavogur U 23 |
| 20.05.2003 | ÍF Grótta               | 0:2       | Haukar Hafnarfjörður U 23 |
| 20.05.2003 | UMF Víkingur            | 0:1       | ÍA Akranes U 23           |
| 20.05.2003 | Neisti Djúpivogur       | 1:3       | KFF Fjarðabyggðar         |
| 20.05.2003 | ÍR Reykjavik U 23       | 1:3       | Deiglan Mosfellsbær       |
| 20.05.2003 | Völsungur Húsavík       | 2:3       | Snörtur Kópasker          |
| 20.05.2003 | Keflavík ÍF U 23        | 7:1       | þróttur Reykjavík U 23    |
| 20.05.2003 | UMF Skallagrímur        | 3:1       | ÍH Hafnarfjörður          |
| 20.05.2003 | Höttur Egilsstaðir      | 2:0       | UMF Einherji              |
| 20.05.2003 | KR Reykjavík U 23       | 4:2 n. V. | Afríka Reykjavík          |
| 22.05.2003 | Fjölnir Reykjavík       | 1:2       | Númi Reykjavík            |
| 22.05.2003 | HK Kópavogur            | 5:0       | Leiknir Reykjavík         |
| 22.05.2003 | Fylkir Reykjavík U 23   | 4:3       | Léttir Reykjavík          |
| 22.05.2003 | Árborg Selfoss          | 1:4       | Víðir Garði               |
| 22.05.2003 | UMF Tindastóll          | 5:2       | Magni Grenivík            |
| 22.05.2003 | Leiknir Fáskrúðsfjörður | 4:0       | UMF Sindri Höfn           |
| 22.05.2003 | UMF Stjarnan U 23       | 1:5       | UMF Selfoss               |
| 22.05.2003 | Hamar Hveragerði        | 1:4       | KFS Vestmannaeyja         |
| 22.05.2003 | Völsungur Húsavík       | 6:1       | KA Akureyri U 23          |
| 22.05.2003 | Huginn Seyðisfjörður    | 4:0       | KE Egilsstaðir            |
| 22.05.2003 | ÍR Reykjavik            | 5:0       | Kjölur Mosfellsbær        |
| 22.05.2003 | Ægir þorlákshöfn        | 1:2       | Austri Raufarhöfn         |

## 2. Runde
| Datum      |                         | Ergebnis  |                           |
| ---------- | ----------------------- | --------- | ------------------------- |
| 02.06.2003 | HK Kópavogur            | 2:0       | Haukar Hafnarfjörður U 23 |
| 02.06.2003 | KFS Vestmannaeyja       | 4:1       | Fram Reykjavík U 23       |
| 02.06.2003 | UMF Skallagrímur        | 1:2       | Deiglan Mosfellsbær       |
| 02.06.2003 | Keflavík ÍF U 23        | 4:3 n. V. | Breiðablik Kópavogur      |
| 02.06.2003 | Völsungur Húsavík       | 5:0       | Leiftur/Dalvík            |
| 02.06.2003 | Reynir Árskógsströnd    | 1:4       | UMF Tindastóll            |
| 03.06.2003 | ÍR Reykjavik            | 2:0       | HK Kópavogur U 23         |
| 03.06.2003 | KS Siglufjarðar         | 7:2       | Snörtur Kópasker          |
| 03.06.2003 | Víðir Garði             | 1:0       | Fylkir Reykjavík U 23     |
| 03.06.2003 | Númi Reykjavík          | 13:10     | Austri Raufarhöfn         |
| 03.06.2003 | UMF Selfoss             | 4:2       | FH Hafnarfjörður U 23     |
| 03.06.2003 | Leiknir Fáskrúðsfjörður | 2:6       | Huginn Seyðisfjörður      |
| 03.06.2003 | UMF Njarðvík            | 6:1       | Breiðablik Kópavogur U 23 |
| 03.06.2003 | BÍ Ísafjörður           | 6:2       | UMF Bolungarvík           |
| 03.06.2003 | Höttur Egilsstaðir      | 4:3       | KFF Fjarðabyggðar         |
| 04.06.2003 | KR Reykjavík U 23       | 3:5 n. V. | ÍA Akranes U 23           |

## 3. Runde
Teilnehmer: Die sechzehn Sieger der 2. Runde spielten alle zuhause. Zugelost wurden die zehn Vereine der Landsbankadeild 2003, die zwei Absteiger der Símadeild 2002 und die vier Mannschaften, die die Saison 2002 in der zweiten Liga mit Platz drei bis sechs beendeten.
| Datum      |                      | Ergebnis              |                      |
| ---------- | -------------------- | --------------------- | -------------------- |
| 13.06.2003 | Huginn Seyðisfjörður | 0:6                   | ÍA Akranes           |
| 13.06.2003 | HK Kópavogur         | 2:3 n. V.             | KR Reykjavík         |
| 13.06.2003 | ÍR Reykjavik         | 1:5                   | Fram Reykjavík       |
| 13.06.2003 | Númi Reykjavík       | 1:7                   | Valur Reykjavík      |
| 13.06.2003 | KFS Vestmannaeyja    | 0:4                   | ÍBV Vestmannaeyja    |
| 13.06.2003 | UMF Selfoss          | 1:1 n. V. (3:4 i. E.) | KA Akureyri          |
| 13.06.2003 | Deiglan Mosfellsbær  | 0:2                   | Víkingur Reykjavík   |
| 13.06.2003 | UMF Njarðvík         | 0:0 n. V. (4:5 i. E.) | þróttur Reykjavík    |
| 13.06.2003 | UMF Tindastóll       | 0:9                   | Keflavík ÍF          |
| 14.06.2003 | BÍ Ísafjörður        | 0:7                   | Haukar Hafnarfjörður |
| 14.06.2003 | Völsungur Húsavík    | 1:5                   | Fylkir Reykjavík     |
| 14.06.2003 | ÍA Akranes U 23      | 2:1                   | UMF Stjarnan         |
| 14.06.2003 | Keflavík ÍF U 23     | 0:3                   | UMF Grindavík        |
| 14.06.2003 | Höttur Egilsstaðir   | 0:3                   | FH Hafnarfjörður     |
| 14.06.2003 | KS Siglufjarðar      | 1:5                   | UMF Afturelding      |
| 14.06.2003 | Víðir Garði          | 1:2                   | þór Akureyri         |

## Achtelfinale
| Datum      |                   | Ergebnis              |                      |
| ---------- | ----------------- | --------------------- | -------------------- |
| 01.07.2003 | þór Akureyri      | 0:2                   | Víkingur Reykjavík   |
| 01.07.2003 | ÍA Akranes        | 1:0                   | Keflavík ÍF          |
| 01.07.2003 | FH Hafnarfjörður  | 2:1                   | þróttur Reykjavík    |
| 01.07.2003 | Fram Reykjavík    | 4:2 n. V.             | Haukar Hafnarfjörður |
| 01.07.2003 | ÍBV Vestmannaeyja | 0:0 n. V. (4:5 i. E.) | UMF Grindavík        |
| 02.07.2003 | KA Akureyri       | 3:0                   | Fylkir Reykjavík     |
| 02.07.2003 | UMF Afturelding   | 0:6                   | Valur Reykjavík      |
| 02.07.2003 | KR Reykjavík      | 2:0                   | ÍA Akranes U 23      |

## Viertelfinale
| Datum      |                    | Ergebnis |                 |
| ---------- | ------------------ | -------- | --------------- |
| 20.07.2003 | Víkingur Reykjavík | 0:1      | KA Akureyri     |
| 20.07.2003 | KR Reykjavík       | 2:0      | Fram Reykjavík  |
| 21.07.2003 | ÍA Akranes         | 1:0      | UMF Grindavík   |
| 21.07.2003 | FH Hafnarfjörður   | 1:0      | Valur Reykjavík |

## Halbfinale
| Datum      |                  | Ergebnis |              |
| ---------- | ---------------- | -------- | ------------ |
| 10.09.2003 | FH Hafnarfjörður | 3:2      | KR Reykjavík |
| 17.09.2003 | KA Akureyri      | 1:4      | ÍA Akranes   |

## Finale
| Paarung          | ÍA Akranes – FH Hafnarfjörður |
| Ergebnis         | 1:0 (0:0) |
| Datum            | 27. September 2003 |
| Stadion          | Laugardalsvöllur, Reykjavík |
| Zuschauer        | 4.723 |
| Schiedsrichter   | Garðar Örn Hinriksson |
| Tore             | 1:0 Garðar Gunnlaugsson (80.) |
| ÍA Akranes       | Þórður Þórðarson – Hjálmur Dór Hjálmsson, Reynir Leósson, Gunnlaugur Jónsson , Andri Karvelsson (67. Guðjón Heiðar Sveinsson) – Pálmi Haraldsson, Julian Johnson, Kári Steinn Reynisson – Baldur Aðalsteinsson (79. Unnar Örn Valgeirsson), Garðar Gunnlaugsson, Stefán Þór Þórðarson (88. Hjörtur Hjartarson) – Garðar Gunnlaugsson Cheftrainer: Ólafur Þórðarson |
| FH Hafnarfjörður | Daði Lárusson – Magnús Ingi Einarsson, Sverrir Garðarsson, (15. Guðmundur Sævarsson), Tommy Nielsen, Freyr Bjarnason – Heimir Guðjónsson, Hermann Albertsson (83. Emil Hallfreðsson), Ásgeir Gunnar, Ásgeirsson, Baldur Bett (87. Atli Viðar Björnsson), Jónas Grani Garðarsson – Allan Borgvardt Cheftrainer: Ólafur Davíð Jóhannesson                            |
| Gelbe Karten     | Julian Johnson, Stefán Þór Þórðarson, Kári Steinn Reynisson – Magnús Ingi Einarsson |